# Тейлхербер
Тейлхербер (нидерл. Teilherber) — индонезийский футболист, нападающий.

## Биография
В 1938 году главный тренер сборной Голландской Ост-Индии Йоханнес Христоффел Ян Мастенбрук вызвал Тейлхербера на чемпионат мира, который проходил во Франции и стал первым мундиалем для Голландской Ост-Индии и Индонезии в истории. На турнире команда сыграла одну игру в рамках 1/8 финала, в которой уступила будущему финалисту - Венгрии (0:6). Тейлхербер не принял участия в этом матче.